# 771. pr. Kr.
◄ | 9. stoljeće pr. Kr. | 8. stoljeće pr. Kr. | 7. stoljeće pr. Kr. | ►
◄ | 800-ih pr. Kr. | 790-ih pr. Kr. | 780-ih pr. Kr. | 770-ih pr. Kr. | 760-ih pr. Kr. | 750-ih pr. Kr. | 740-ih pr. Kr. | ►
◄◄ | ◄ | 774. pr. Kr. | 773. pr. Kr. | 772. pr. Kr. | 771 pr. Kr. | 770. pr. Kr. | 769. pr. Kr. | 768. pr. Kr. | ► | ►►
Astronomija

## Događaji
- Grčki doseljenici utemeljuju Metapont i Pandoziju na jonskoj obali Lukanije.
- U Kini nomadi sa sjevera osvajaju Čang-an, glavni grad kraljevstva Zhou, i ubijaju kralja Ju-vanga. Stanovnici kraljevstva Zhou se pod najezdom nomada povlače na istok a novi kralj za novu prijestolnicu izabire Loyang.